# ویلیام بیبه
ویلیام بیبه (انگلیسی: William Beebe; ۲۹ ژوئیهٔ ۱۸۷۷ – ۴ ژوئن ۱۹۶۲) دانشمند در زمینه تاریخ طبیعی اهل ایالات متحده آمریکا بود.